# Michael Heinrich
Michael Heinrich (nacido en 1957, Heidelberg) es un historiador de la filosofía, politólogo y matemático alemán, especializado en el estudio crítico del desarrollo del pensamiento de Karl Marx. La obra de Heinrich, influenciada por Elmar Altvater y la Neue Marx-Lektüre o «nueva lectura de Marx» de Hans-Georg Backhaus y Helmut Reichelt; se caracteriza por su enfoque en los puntos de ambivalencia e inconsistencia en la obra de Marx. A través de este tema, Heinrich desafía tanto el sistema cerrado que identifica con la "visión del mundo marxista", como las narrativas teleológicas del desarrollo intelectual de Marx a lo largo de su vida.
Es mejor conocido por su estudio de 1991 sobre el campo teórico de la economía política clásica La ciencia del valor (en alemán: Die Wissenschaft vom Wert), su texto introductorio a la crítica de la economía política Crítica de la economía política: Una introducción a El Capital de Marx, y su proyecto en curso de producir una biografía de Marx en varios volúmenes, cuyo primer volumen de los cuatro proyectados se publicó en 2020.

## Carrera
Heinrich fue asistente de investigación en el Departamento de Ciencias Políticas de la Universidad Libre de Berlín de 1987 a 1993, donde obtuvo su doctorado. Su disertación fue publicada como La ciencia del valor (en alemán: Die Wissenschaft vom Wert) en 1991 y actualmente se encuentra en su octava edición en Alemania. Próximamente se publicará una traducción al inglés en el sello Historical Materialism de Brill Publishers. Tras su habilitación, Heinrich fue profesor invitado en la Universidad de Viena y en HTW Berlín. Posteriormente, Heinrich fue nombrado profesor en la Universidad Libre de Berlín y regresó a HTW Berlín como profesor de 2005 a 2016. Durante este período, Heinrich participó en los trabajos preparatorios del Marx-Engels-Gesamtausgabe y hasta 2014 se desempeñó como editor-jefe de PROKLA: Journal for Critical Social Science.
Heinrich está trabajando actualmente en una biografía en cuatro volúmenes de la vida de Marx. El primer volumen, Karl Marx y el nacimiento de la sociedad moderna, se publicó en 2018 y apareció en inglés el año siguiente en Monthly Review Press, seguido de traducciones al portugués, francés y español. Se esperaba que el segundo volumen se publicase en 2023.

## Pensamiento
Heinrich es un crítico abierto de lo que él llama "marxismo de cosmovisión" ( Weltanschauungsmarxismus), en la que Karl Kautsky fue la figura dominante. Esta forma de marxismo se caracteriza por "un materialismo toscamente tejido, una creencia burguesa en el progreso y algunos elementos fuertemente simplificados de la filosofía hegeliana y piezas modulares de la terminología marxista combinadas en fórmulas y explicaciones simples". Otras características destacadas incluyen "un economicismo bastante crudo" y "un determinismo histórico pronunciado que veía el fin del capitalismo y la revolución proletaria como acontecimientos inevitables".: 24–25 

### Fetichismo y contexto del delirio

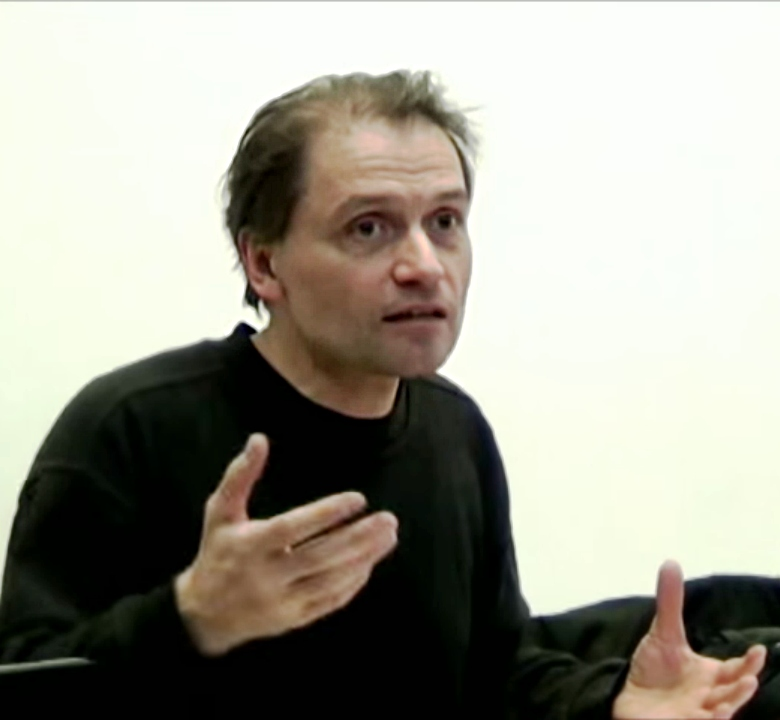
Heinrich en 2014.

Contrariamente a la "visión del mundo marxista", Heinrich ve principalmente a Marx como "un crítico de una estructura social mediada por valores y, por tanto, «fetichizada»". Siguiendo el estructuralismo de Louis Althusser y la teoría crítica, habla de un contexto de engaño (Verblendungszusammenhang) a la que están igualmente sujetos tanto los trabajadores como los capitalistas. Para Heinrich, el fetichismo no es un contexto impenetrable de engaño, pero no se puede hablar de una "posición privilegiada de percepción ocupada por la clase obrera", : 79  tampoco se puede hablar de una instrumentalización consciente por parte del capital, haciendo improductivas las críticas morales a los comportamientos de los individuos.

### Teoría monetaria del valor
Heinrich rechaza la interpretación "sustancialista" de la teoría del valor de Marx, que entiende el valor como la "propiedad de una mercancía individual ",: 54  es decir, el "trabajo abstracto" definido por Marx. Más bien, "el valor es un medio para entender las relaciones sociales fetichizadas". Heinrich entiende la teoría de Marx como una teoría monetaria del valor, donde "la mercancía y el valor no pueden existir y tampoco pueden conceptualizarse sin referencia al dinero", que marca un cambio paradigmático con respecto a la teoría del trabajo premonetaria de los economistas políticos clásicos anteriores, y también distingue a Marx de la teoría de la utilidad de la economía neoclásica.: 64  "La magnitud del valor de una mercancía se expresa en su precio, y esta es la única posibilidad de expresar la magnitud del valor". Durante la época de Marx el patrón oro desempeñó el papel de "mercancía dinero", el cual fue abolido por la década de 1970. Sin embargo, Heinrich argumenta, "la existencia de tal mercancía no es de ninguna manera una consecuencia necesaria de su análisis de la mercancía y el dinero". La interpretación de Heinrich del tiempo de trabajo socialmente necesario es que:

1. El trabajo debe ser técnicamente necesario, es decir, tener lugar en condiciones técnicas medias que no sobreutilicen ni subutilicen la mano de obra.
2. El trabajo debe ser socialmente necesario en el sentido de que debe haber suficiente demanda monetaria para que se venda la producción total.

Sólo el tiempo de trabajo empleado en las condiciones medias de producción existentes, así como para la satisfacción de la demanda social monetaria, constituye valor. La medida en que el trabajo gastado en el sector privado era realmente necesario para satisfacer la demanda depende, por una parte, de la cuantía de esta demanda y, por otra, del volumen de producción de otros productores, lo que se hace evidente por primera vez en el intercambio.
Aunque el valor de una mercancía parezca una propiedad material, se trata de una relación social, es decir, la relación entre "el trabajo individual de los productores y el trabajo total de la sociedad". Esto no significa que el intercambio produzca valor, sino que sólo en el intercambio el valor puede "obtener una forma de valor objetiva". : 55 
Paul Cockshott alaba el estilo "claro y bien escrito" de Heinrich pero criticó su interpretación como "teleológica" y "un tanto controvertida" pues Marx "habla de mercancías que se venden por encima o por debajo de su valor, algo que no tendría sentido si el valor se constituyera en el proceso de intercambio", lo cual "vacía la teoría del valor de cualquier estatus científico". Holger Wendt criticó la posición de Heinrich sobre el valor como "una concepción positivista del valor y el precio".

### Tendencia decreciente de la tasa de ganancia y teoría de la crisis

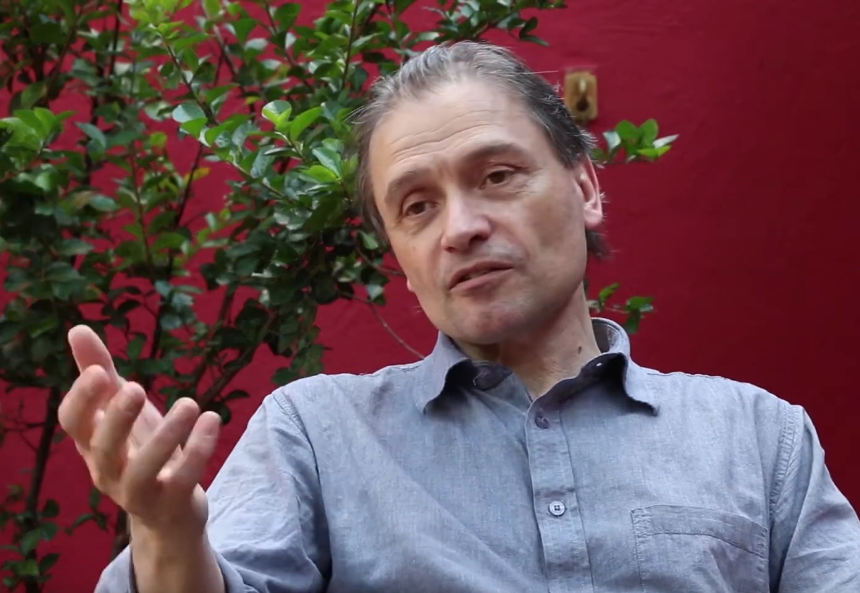
Heinrich en junio de 2018..

Heinrich cuestiona las teorías marxistas que dan un lugar central a la tendencia a caer de la tasa de ganancia, ya que el propio Marx omitió incluir el argumento en su trabajo teórico publicado. Y en el nivel del razonamiento del argumento, el matemático Heinrich demuestra que "una tendencia duradera a la baja de la tasa de beneficio no se puede demostrar a nivel general" con el argumento que se nos presenta. : 153 Para deducir con seguridad una caída de las ganancias como tendencia general, el argumento de Marx requiere la presunción de que la tasa de plusvalor crece más rápido que la relación capital-valor, lo que no puede demostrarse matemáticamente a partir de los conceptos con los que trabaja Marx. Si bien se puede conocer la dirección general del movimiento de ambas cantidades -tanto la tasa de plusvalía relativa como la relación entre el capital y el valor se consideran en las condiciones capitalistas ordinarias como un aumento—, ninguna de las dos puede crecer sin límite, y no se ofrecen conclusiones fáciles sobre sus tasas comparativas de crecimiento. Marx, sostiene Heinrich, más tarde se dio cuenta de esta dificultad. Más de una década después de que escribiera el manuscrito que se convirtió. En la edición de Engels, el tercer volumen de El Capital, Marx compuso un manuscrito matemático donde trata extensamente el caso del aumento de las tasas de ganancia bajo una creciente composición de valor del capital.
En este sentido, Heinrich cuestiona la identificación de las teorías de la crisis de Marx con la ley de la tendencia a caer de la tasa de ganancia, lectura que atribuye principalmente a que Engels editó el tercer volumen de El Capital de manera que condensara toda la discusión fragmentaria sobre la crisis bajo el título del capítulo "Desarrollo de las contradicciones internas de la ley", lo que sugiere que para Marx toda crisis surge de la disminución de las tasas de ganancia. En cambio, Heinrich sugiere que deberíamos seguir la dirección de los comentarios de Marx sobre el papel de la crisis en la mediación de las rupturas de las relaciones entre producción y consumo, y ampliar estos argumentos prestando una atención más cuidadosa a una teoría del dinero y el crédito. Además, Heinrich se muestra escéptico ante la sugerencia de que para Marx la crisis engendra necesariamente el colapso, argumentando que la teoría del colapso "históricamente siempre ha tenido una función excusatoria: independientemente de cuán malas fueran las derrotas contemporáneas, el fin del oponente era una certeza". Heinrich sostiene que tal teoría no se encuentra en Marx más allá de un posible rastro de una en los Grundrisse, una teoría que no se retoma en la obra posterior de Marx.: 176–178 

## Libros publicados (selección)
- Die Wissenschaft vom Wert. Die Marxsche Kritik der politischen Ökonomie zwischen wissenschaftlicher Revolution und klassischer Tradition. VSA-Verlag, Hamburgo 1991, ISBN 3-87975-583-3 (reimpresión de la novena edición de la séptima edición ampliada, Westfälisches Dampfboot, Múnich 2022, ISBN 978-3-89691-454-5).
- Kritik der politischen Ökonomie. Eine Einführung en "El capital" de Karl Marx . 15.ª edición. Schmetterling, Stuttgart 2021, ISBN 978-3-89657-041-3 (publicado por primera vez en 2004).
  - En inglés: An Introduction to the Three Volumes of Karl Marx's Capital, Monthly Review Press, Nueva York 2012, ISBN 978-1-58367-289-1 .
  - En español: Crítica de la economía política: Una introducción a El Capital de Marx. Guillermo Escolar Editor SL. 2022. ISBN 978-84-18981-39-5.
- Karl Marx and the Birth of Modern Society: The Life of Marx and the Development of His Work. Volume I: 1818-1841 , Monthly Review Press, Nueva York 2019, ISBN 978-1-58367-735-3 .
  - En español: Karl Marx y el nacimiento de la sociedad moderna I: Biografía y desarrollo de su obra. Volumen I: 1818-1841. Ediciones AKAL. 2021. ISBN 978-84-460-5093-3.
- How to Read Marx's ‘Capital’. Commentary and Explanations on the Beginning Chapters. Monthly Review Press, Nueva York 2021, ISBN 978-1-58367-894-7
  - En español: ¿Como leer 'El Capital' de Marx?: indicaciones de lectura y comentario del comienzo de "El Capital". Guillermo Escolar Editor. 2020. ISBN 978-84-18093-64-7.

En línea
- Heinrich, Michael (1991). Die Wissenschaft vom Wert: die Marxsche Kritik der politischen Ökonomie zwischen wissenschaftlicher Revolution und klassischer Tradition (en alemán). VSA-Verlag. ISBN 978-3-87975-583-7.
- Heinrich, Michael (2021). Kritik der politischen Ökonomie: Eine Einleitung in "Das Kapital" von Karl Marx (en alemán). Schmetterling Verlag GmbH. ISBN 978-3-89657-041-3.
- Heinrich, Michael (2008). Wie das Marxsche "Kapital" lesen?: Leseanleitung und Kommentar zum Anfang des "Kapital" (en alemán). Schmetterling-Verlag. ISBN 978-3-89657-051-2.
- Heinrich, Michael (2012). Wie das Marxsche Kapital lesen? Bd. 2: Leseanleitung und Kommentar zum Anfang der "Kapital" (en alemán). Schmetterling Verlag. ISBN 978-3-89657-053-6.
- Heinrich, Michael; Bouffard, Alix; Feron, Alexandre; Fondu, Guillaume (2017). Ce qu'est "Le Capital" de Marx (en francés). les Éditions sociales. ISBN 978-2-35367-034-5.
- Heinrich, Michael (2018). Karl Marx und die Geburt der modernen Gesellschaft: Biographie und Werkentwicklung (en alemán). Schmetterling Stuttgart. ISBN 978-3-89657-085-7.
- Heinrich, Michael (2018). Karl Marx und die Geburt der modernen Gesellschaft: 1818-1841 (en alemán). Schmetterling Verlag. ISBN 978-3-89657-085-7.
- Heinrich, Michael (2018) [2016]. El capital tras la MEGA: sobre discontinuidades, rupturas y nuevos comienzos (Mikel Angulo Tarancón, trad.) [Das  'Kapital'  nach  der  MEGA.  VonDiskontinuitäten, Abbrüchen und Neuanfängen]. SOCIOLOGÍA HISTÓRICA. pp. 63-116.